# Thanh Giang, Thanh Chương
Thanh Giang là một xã thuộc huyện Thanh Chương, tỉnh Nghệ An, Việt Nam.
Xã Thanh Giang có diện tích 6,57 km², dân số năm 1999 là 4294 người, mật độ dân số đạt 654 người/km².